# Відпуск сталей

Фрагмент діаграми стану «залізо-вуглець» для сталей

Ві́дпуск ста́лей — операція термічної обробки, яка полягає в нагріванні загартованих сталей до температур, що не перевищують температури утворення аустеніту (Ас1), витримуванні при цих температурах для перетворення мартенситу гартування у рівноважніші структури та наступного охолодження.
На відміну від продуктів розкладання переохолодженого аустеніту (сорбіт, троостит), які мають пластинчасту форму цементиту, продукти розкладання мартенситу під час нагрівання (сорбіт відпуску, троостит відпуску) мають зернисту форму цементиту, тому за інших рівних умов вони характеризуються більшими ударною в'язкістю й границею витривалості в умовах руйнування від втоми.
Головним параметром режиму відпуску, який визначає структуру, а отже, властивості сталі й застосування відпуску, є температура. За температурою нагрівання розрізняють такі види відпуску:
• низькотемпературний (низький) відпуск, який проводять в інтервалі температур 150…250 °C для отримання структури мартенситу відпуску й часткового усунення гартувальних внутрішніх напружень. Після низькотемпературного відпуску дещо підвищується в'язкість сталі без помітного зменшення твердості (58…63 HRC для сталей з вмістом Карбону 0,6…1,3 %) і зносотривкості. Застосовується для різального, вимірювального інструменту, штампів холодного деформування, підшипників кочення, виробів після поверхневого гартування, цементації;
• середньотемпературний (середній) відпуск проводять в інтервалі температур 350…450 ºС для усунення гартівних напружень і утворення структури трооститу відпуску, яка має високу пружність, витривалість, релаксаційну стійкість і твердість в межах 40–50 HRC. Його застосовують для ресор, пружин, штампів гарячого деформування;
• високотемпературний (високий) відпуск проводять в інтервалі температур 500…650 ºС для майже повного усунення гартівних внутрішніх напружень та утворення структури сорбіту відпуску, що забезпечує найкраще поєднання високої ударної в'язкості, границі витривалості із задовільною міцністю й твердістю (близько 25 HRC). Гартування з високим відпуском називають поліпшенням (покращанням). Поліпшення застосовують для конструкційних сталей, з яких виготовляють деталі, котрі працюють в умовах дії значних динамічних і змінних навантажень.
Тривалість витримування при відпуску залежить насамперед від температури відпуску й габаритів виробів. Вона збільшується зі збільшенням розмірів виробів та зниженням температури відпуску й змінюється переважно в межах від 1 до 5 годин.
Швидкість охолодження передусім впливає на внутрішні напруження. Тому в процесі відпуску вироби, особливо складної форми, з легованих сталей, переважно охолоджують повільно — на повітрі, щоб зменшити внутрішні напруження та уникнути небезпеки їх жолоблення. Проте в окремих випадках деякі вироби необхідно охолоджувати швидко, як-от:
- пружини, ресори охолоджують у воді, щоб збільшити в поверхневому шарі напруження стискання, які підвищують границю витривалості, протидіючи утворенню та поширенню втомних тріщин;
- деталі з легованих сталей, схильних до зворотної відпускної крихкості, під час високотемпературного відпуску охолоджують швидко, щоб загальмувати розвиток відпускної крихкості й уникнути окрихчення.